# La Quemazón
La Quemazón es un caserío ubicado en el distrito de San Juan de Bigote que conforma la provincia de Morropón del departamento de Piura, al norte del Perú. 

## Ubicación

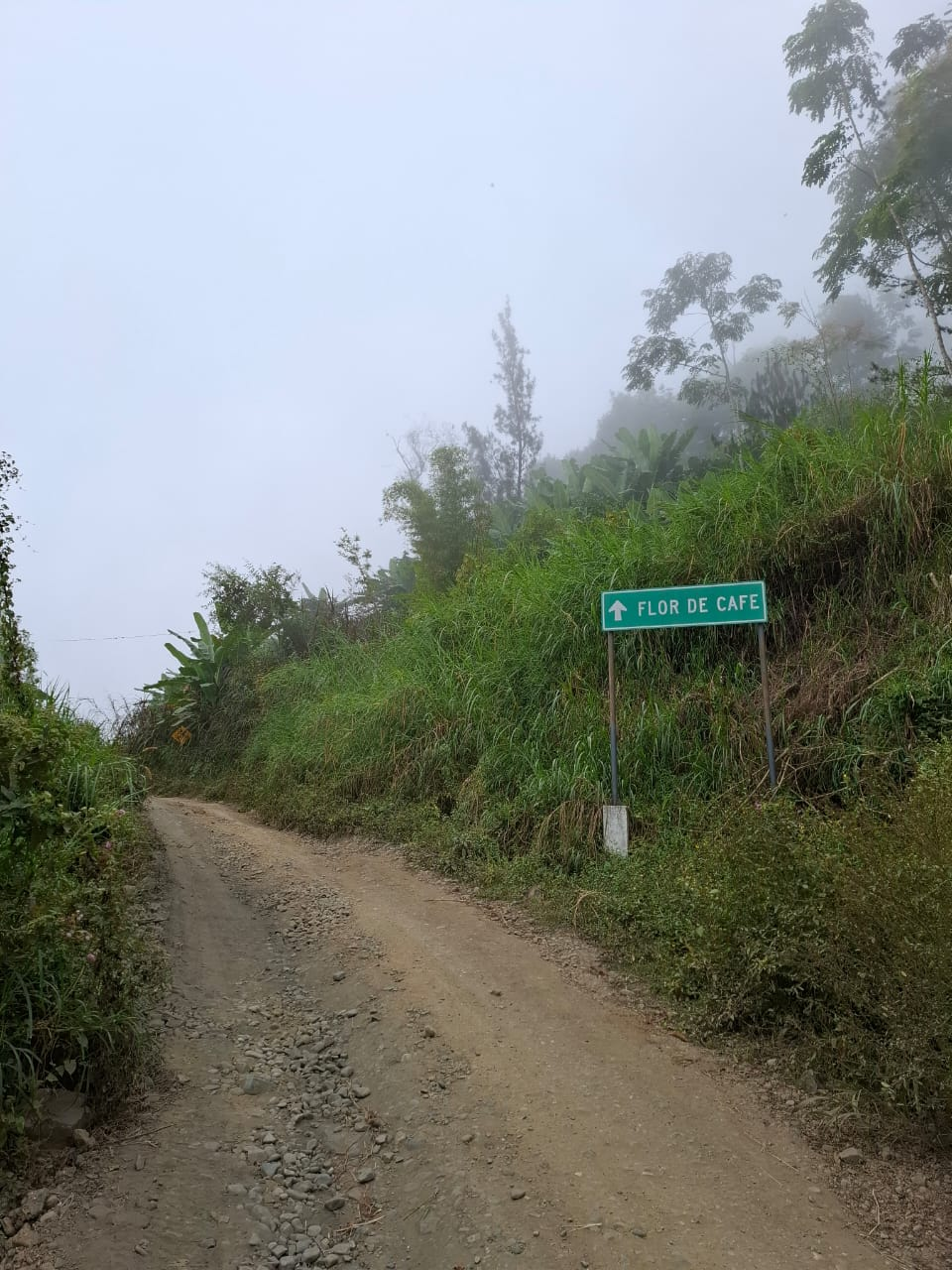
Quemazón tiene selvas tropicales

La Quemazón se encuentra dentro del distrito de San Juan de Bigote, perteneciente a la provincia de Morropón. Se encuentra muy cerca del poblado de La Pareja, así como también se ubica cerca de otros caseríos como Dotor. A su vez, se encuentra cerca del río Bigote.

## Demografía
En el 2017 tenía una población de 385 habitantes según el INEI.
| Gráfica de evolución demográfica de La Quemazón entre 1993 y 2017 |
|                                                                   |
| Fuentes: Población 1993 y 2017                                    |